# Хилл, Марианна
Марианна Хилл (англ. Marianna Hill; род. 9 февраля 1942, Санта-Барбара, Калифорния) — американская актриса кино и телевидения. В титрах нередко указывалась как Мариана Хилл (англ. Mariana Hill).

## Биография
Марианна Шварцкопф (настоящее имя актрисы) родилась 9 февраля 1941 или 1942 года в городе Санта-Барбара (штат Калифорния, США), хотя по собственным заявлениям — в городке Санта-Барбара-де-Неше в Португалии (возможно, журналисты перепутали два города с созвучными названиями, но находящимися на разных концах Земли). Отец — Франк Шварцкопф, немец, архитектор и строительный подрядчик, в 1950—1952 годах под псевдонимом Фрэнк Роулс снялся в эпизодических ролях в трёх кинофильмах; мать — Мэри Хоторн Хилл, испанка, писательница и сценаристка. Дед по отцовской линии — Рудольф Шварцкопф также был архитектором и строительным подрядчиком, он внёс огромный вклад в развитие города Аркейдия (Калифорния). Двоюродный брат по отцовской линии — американский генерал Норман Шварцкопф. По роду работы Франк много путешествовал по разным странам, обычно беря семью с собой, поэтому Марианна училась в Калифорнии, Испании и Канаде. В конце 1950-х годов семья, наконец, осела в Южной Калифорнии, где глава семьи открыл небольшой ресторанный бизнес. Девушка начала играть небольшие роли в местных театрах «Лагуна» (Лагуна-Бич) и «Ла-Холья» (Сан-Диего), поступила в театральную школу драмы «Нейборхуд Плейхаус», взяла себе сценический псевдоним Марианна Хилл по девичьей фамилии матери.
С 1960 года начала сниматься в телесериалах и телефильмах, с 1962 года — в кинофильмах. Всего с 1960 по 1980 год она появилась в 81 фильмах и сериалах, затем были лишь разовые роли в 1984, 1988 и 2005 годах. Хилл называли «хамелеоноподобной актрисой», так как она для новой ленты с лёгкостью меняла цвет волос, акценты (особенно ей удавался испанский, французский и немецкий) и амплуа. Одинаково успешно играла в самых разных сериалах: вестернах, научно-фантастических, судебно-процессуальных и прочих, однако в большинстве случаев её ограничивали гостевым участием в одном эпизоде.
К январю 1980 года Хилл уже была пожизненным членом Актёрской студии. В середине 1980-х годов она уехала в Англию, где на протяжении 22 лет преподавала актёрское мастерство в «Студии Ли Страсберга» (студия «Метод»). Бывшая актриса очень скупа на интервью и не распространяется о своей жизни.

## Избранная фильмография

### Широкий экран
- 1963 — Проклятый зоопарк / Black Zoo — Одри
- 1964 — Новые интерны[англ.] / The New Interns — Сэнди
- 1964 — Рабочий по найму / Roustabout — Виола (в титрах не указана)
- 1965 — Это забавное чувство[англ.] / That Funny Feeling — Китти (в титрах не указана)
- 1965 — Красная линия 7000[англ.] / Red Line 7000 — Габриэлла
- 1966 — Рай в гавайском стиле / Paradise, Hawaiian Style — Лани Каймана
- 1969 — Холодным взором / Medium Cool — Рут
- 1970 — Кондор[англ.] / El Condor — Клодин
- 1970 — Путешествующий палач[англ.] / The Traveling Executioner — Гундред Герцаллерлибст
- 1972 — Странная поездка[англ.] / Thumb Tripping — Линн
- 1973 — Малыш / The Baby — Гермейн Уэдсуорт
- 1973 — Наездник с высоких равнин / High Plains Drifter — Кэлли Трэверс
- 1973 — Мессия зла / Messiah of Evil — Арлетти
- 1974 — Крёстный отец 2 / The Godfather Part II — Динна Корлеоне
- 1980 — Шизоид / Schizoid — Джули
- 1980 — Кровавый пляж[англ.] / Blood Beach — Катерина Хаттон
- 1988 (2016)[6] — Вождь Забу[англ.] / Chief Zabu — Дженнифер Холдинг

### Телевидение

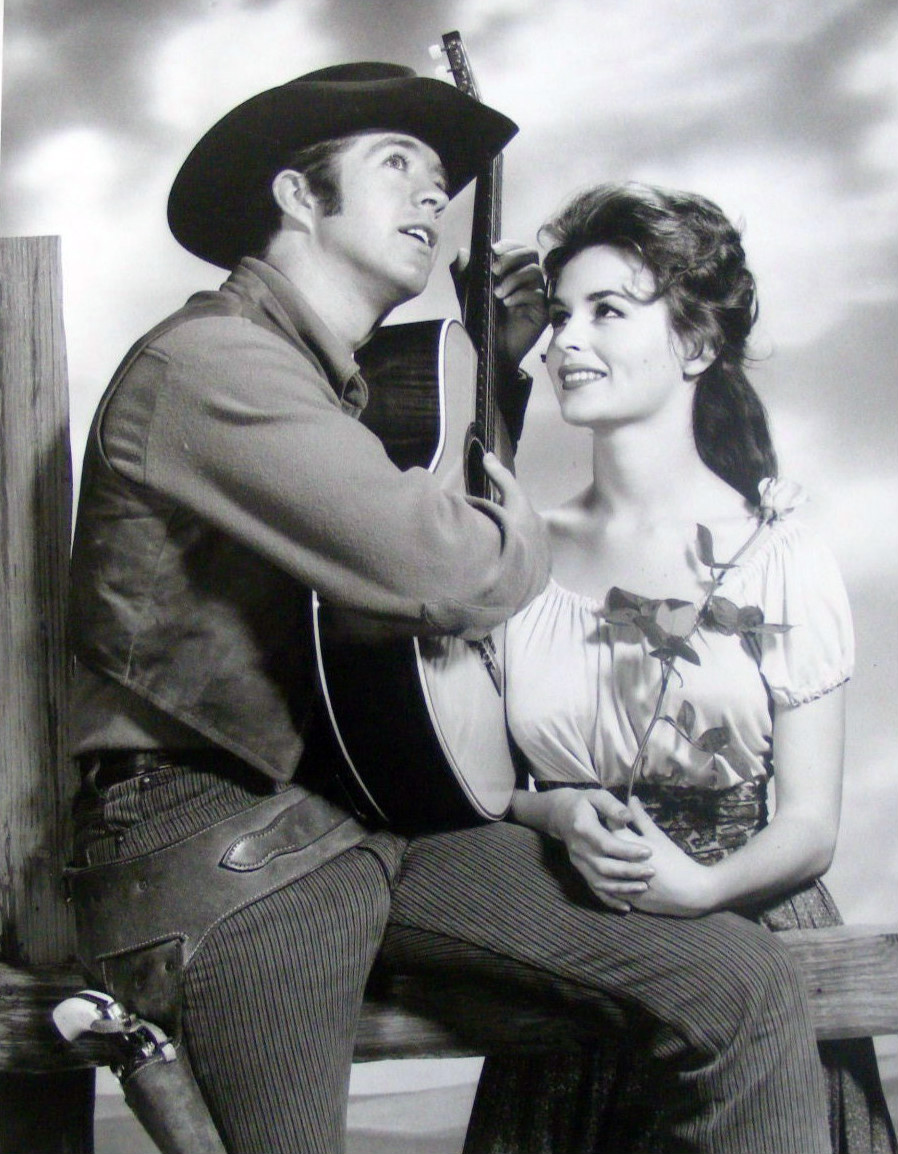
С Гулагер, Клу в сериале «Высокий человек (телесериал)» (1960—1961)
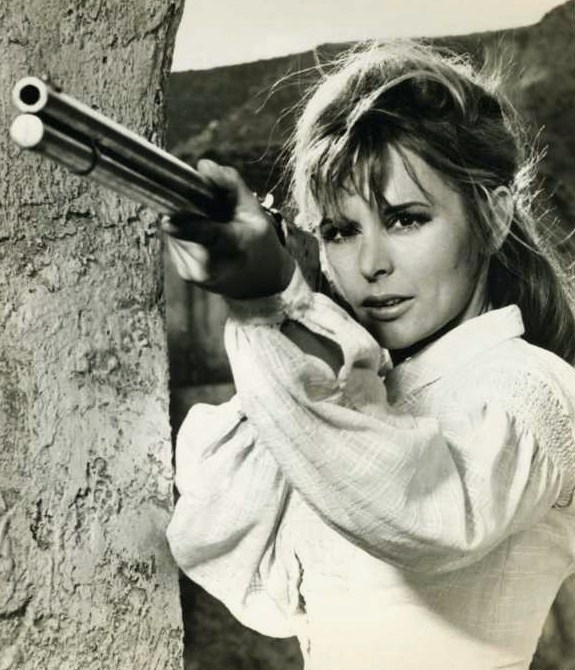
В фильме «Кондор (фильм)» (1970)

- 1960 — Человек с Запада / The Westerner — Кора (в эпизоде Dos Pinos)
- 1960 — Истории Уэллса Фарго[англ.] / Tales of Wells Fargo — Мария (в эпизоде The Wade Place)
- 1960—1961 — Высокий человек[англ.] / The Tall Man — Рита (в 5 эпизодах)
- 1960, 1962 — Сансет-стрип, 77[англ.] / 77 Sunset Strip — разные роли (в 4 эпизодах)
- 1960, 1962 — Успех Доби Гиллис[англ.] / The Many Loves of Dobie Gillis — разные роли (в 2 эпизодах)
- 1961 — Детективы[англ.] / The Detectives — администратор салона красоты (в эпизоде Matt’s Woman)
- 1961 — Хеннеси[англ.] / Hennesey — девушка (в эпизоде His Honor, Dr. Blair)
- 1962 — Гавайский детектив[англ.] / Hawaiian Eye — Арлин Грант (в эпизоде The Last Samurai)
- 1962 — Галантные мужчины[англ.] / The Gallant Men — Мария Кардуччи (в эпизоде Lesson for a Lover)
- 1962 — Неприкасаемые[англ.] / The Untouchables — Лори Рейган (в эпизоде A Fist of Five[англ.])
- 1963 — Alcoa представляет[англ.] / Alcoa Premiere — Роза (в эпизоде The Hat of Sergeant Martin)
- 1963 — Идти своим путём[англ.] / Going My Way — Нора Фэллон (в эпизоде The Boss of the Ward)
- 1963 — Перри Мейсон / Perry Mason — Теба (в эпизоде The Case of the Greek Goddess)
- 1963 — Дымок из ствола / Gunsmoke — Энни МакГоверн (в эпизоде Pa Hack's Brood[англ.])
- 1964 — Бонанза / Bonanza — Долорес Тенино (в эпизоде Ponderosa Matador[англ.])
- 1964 — Доктор Килдэр[англ.] / Dr. Kildare — Джина Крейг (в эпизоде Onions, Garlic and Flowers That Bloom in the Spring[англ.])
- 1964 — Арест и суд[англ.] / Arrest and Trial — Долорес Лючио (в эпизоде The Best There Is)
- 1964 — Величайшее шоу мира[англ.] / The Greatest Show on Earth — Эди (в эпизоде The Last of the Strongmen)
- 1964 — Правосудие Бёрка[англ.] / Burke’s Law — доктор Годдард (в эпизоде Who Killed Molly?[англ.])
- 1964 — Дни в Долине Смерти / Death Valley Days — Тула (в эпизоде From the Earth, a Heritage)
- 1964 — За гранью возможного / The Outer Limits — Нина Линк (в эпизоде I, Robot)
- 1966 — Бэтмен / Batman — Клео Патрик (в 2 эпизодах[англ.])
- 1966 — Звёздный путь / Star Trek — психиатр, лейтенант Хелен Ноэл (в эпизоде Dagger of the Mind)
- 1966 — Лейтенант Ястреб[англ.] / Hawk — Кэрол Хоус (в эпизоде The Hands of Corbin Claybrooke)
- 1966—1967 — Беги, если хочешь жить[англ.] / Run for Your Life — разные роли (в 3 эпизодах)
- 1967 — Три моих сына[англ.] / My Three Sons — Денизе Дюбосе (в эпизоде The Best Man[англ.])
- 1967 — Я шпион[англ.] / I Spy — Джоанна (в эпизоде Night Train to Madrid)
- 1967 — Дикий, дикий Вест[англ.] / The Wild Wild West — Белладонна (в эпизоде The Night of the Bogus Bandits[англ.])
- 1968 — Миссия невыполнима / Mission: Impossible — Луиза Рохас (в эпизоде The Condemned)
- 1968—1969 — Менникс[англ.] / Mannix — разные роли (в 2 эпизодах[англ.])
- 1969 — ФБР / The F.B.I. — Антония Марин (в эпизоде The Patriot[англ.])
- 1969 — Мэйберри[англ.] / Mayberry R.F.D. — Рени (в эпизоде Millie's Girlfriend[англ.])
- 1969 — Герои Хогана[англ.] / Hogan’s Heroes — Луиза / эскимоска (в эпизоде The Gasoline War[англ.])
- 1969 — Высокий кустарник[англ.] / The High Chaparral — Хуанита (в эпизоде Bad Day for a Bad Man[англ.])
- 1970 — Любовь по-американски[англ.] / Love, American Style — Анжелика Стоун (в эпизоде Love and the Boss's Ex/Love and Mr. Nice Guy/Love and the Gangster[англ.], новелле Love and the Gangster)
- 1970 — Даниэль Бун[англ.] / Daniel Boone — Нэнси Хэнкс (в эпизоде Before the Tall Man[англ.])
- 1971 — Суть дела[англ.] / The Name of the Game — Трейси (в эпизоде The Savage Eye[англ.])
- 1973 — Гарри О.[англ.] / Harry O — Милдред (в эпизоде Such Dust as Dreams Are Made On)
- 1974 — Кунг-фу[англ.] / Kung Fu — Луиза Кобленц (в эпизоде The Passion of Chen Yi[англ.])
- 1974 — Волшебник[англ.] / The Magician — Лейла Расселл (в эпизоде The Illusion of the Cat’s Eye)
- 1974 — Накия[англ.] / Nakia — Джулия (в эпизоде The Sand Trap)
- 1976 — Спецназ / S.W.A.T. — Кейт Деверс (в эпизоде Soldier on the Hill[англ.])
- 1976 — Смерть в Доме любви[англ.] / Death at Love House — Лорна Лав
- 1977 — Медэксперт Куинси[англ.] / Quincy, M.E. — Лайза (в эпизоде Hot Ice, Cold Hearts[англ.])
- 1977 — Сага о Крёстном отце[англ.] / The Godfather Saga — Динна Корлеоне (в 2 эпизодах)
- 1984 — Ремингтон Стил / Remington Steele — Бренда Флауэрс (в эпизоде Breath of Steele[англ.])

- С Клу Гулагером[англ.] в сериале «Высокий человек[англ.]» (1960—1961)
- В фильме «Кондор[англ.]» (1970)